# كلاي ترافيس
كلاي ترافيس (بالإنجليزية: Clay Travis)‏ هو كاتب أمريكي، ولد في 6 أبريل 1979 في ناشفيل في الولايات المتحدة.